# Io.LEAGUE
io.LEAGUE（アイオーリーグ）は、2023年より日本プロボウリング協会およびio.LEAGUE組織委員会が主催するボウリングの団体戦競技大会である。

## 背景
2020年の新型コロナウイルス感染症の流行は、ボウリング業界でも各種大会が中止となるなどの影響を与えていた一方、ボウリングは他の球技と異なり、異なる会場を繋いでのリモート対戦が可能であることから、別会場を繋いでの対戦、観戦はインターネット配信を中心、チーム戦を採用するなどの新たな機軸をもって企画されたものである。
2023年に「io.LEAGUE SHOWCASE」として第1回大会を実施。2024年以降は「io.LEAGUE○○（年号）」として行われている。
通常のプロボウリングと異なり、選手はチームごとに揃えた、背番号付きのユニフォームを着用する。

## 参加チーム
プロボウラーの男女混合チームとし、Jリーグのように地域名＋愛称が付けられている。愛称のついたチームはクラブ化したもの、チーム○○は組織委員会がマッチングし結成したチームとなる。
- ピーナッツ千葉（2024〜）← チーム千葉（2023）
- イグナイト東京（2024〜）← チーム東京（2023）
- プロト京都（2025）
- ゼクス大阪（2025）← ゼクス大阪神戸（2024）← チーム大阪（2023）
- 愛媛オレンジサンダース（2024〜）

### 過去の参加チーム
- チーム埼玉（2023）
- チーム湘南（2024）
- チーム神戸（2023）
- チーム福岡（2023〜24）

## 大会ルール

### カレントスコアリングシステム
本大会での得点計算は、通常のボウリングと異なる「カレントスコアリングシステム」を採用する。通常のボウリングではストライク・スペアを出した次または次々の投球の倒ピン数ががボーナスで加算されるため、後々の計算が難しいが、それをシンプル化するために採用されている。
- ストライクの場合は30ピン加算
- スペアの場合は1投目の倒ピン数＋10ピンを加算
- オープンフレームの場合は2投の合計倒ピン数を加算
- 第10フレームも第9フレームまでと同様、ストライクは1投で終了・3投目は発生しない

従って、パーフェクトに必要な投球数は10投となる。

### 投球の順序
先発選手は4名で、男子2名・女子2名を起用する。従って2名は1ゲームで3フレーム、2名は1ゲームで2フレームを担当する。ゲーム途中でも同性の控え選手と交代が可能である。交代選手は本番投球前に1投の練習投球ができる。

### 勝ち点方式
- 1試合は同一カードの3ゲーム連戦にて行う。
- 1ゲームの勝者に勝ち点2・同ピンの場合は勝ち点1加算。
- 3ゲームトータルスコアの勝者に勝ち点4・同ピンの場合は両チームに勝ち点2。
- 1ゲームでパーフェクトを達成した場合、上記に加えて勝ち点5加算。
- 3ゲームトータルで800ピンを達成した場合、上記に加えて勝ち点5加算。

## 大会形式

### 2023年（io.LEAGUE SHOWCASE）
- 日程 2023年1月10日〜13日

東地区の埼玉・千葉・東京と、西地区の大阪・神戸・福岡は、東西分かれた会場（東：東京ポートボウル（東京都港区）、西：ボウルアロー松原（大阪府松原市）に集合し、全ての試合は東のチームと西のチームの対戦で行われた。
各チーム1日1試合を実施。別地区の相手3チームと1回戦総当たりを実施。さらにポゼッションマッチとして東1位VS西1位、東2位VS西2位、東3位VS西3位の試合を行い、ここまでの試合の勝ち点を東西各1位がChampionshipを戦い、優勝チームを決定する。無観客開催で行われた。

### 2024年
- 日程 2024年1月16日〜19日・8月25日〜29日

本大会は冬季と夏季にて試合を実施。東地区のピーナッツ千葉・イグナイト東京・チーム湘南、西地区のゼクス大阪神戸・愛媛オレンジサンダース・チーム福岡と地区分けし、本大会より全チームが1カ所（池袋ロサボウル（東京都豊島区））に集合して試合を行った。
各チーム1日1試合を実施。初日から6日目（後期2日目）まで別地区のチームと2回戦総当たりをし、7日目〜9日目は同地区同士の対戦も行われた（各日1試合は別地区対戦）。9日目のリーグ終了時での勝ち点1位チームと、そのチームと別地区の中で勝ち点1位が決勝を戦い、優勝チームを決定する。無観客開催で行われた。

### 2025年
- 日程 2025年1月20日〜24日

会場はMKボウル上賀茂（京都府京都市北区）で、有観客開催となった。2025年より東西対抗形式を廃止した。5チームが4日目までに2回戦総当たり（各チーム1日2試合）を実施し、終了時点で5位だったチームは総合5位が確定。5日目にリーグ1位VS2位、3位VS4位でポゼッションマッチを実施し、その勝ち点を加えた勝ち点4位は総合4位が確定する。本年よりこれ以降は勝ち点勝負をしない対戦となり、勝ち点2位VS3位がセミファイナルを実施し、2位に与えられるアドバンテージ1勝を含め3勝したチームが決勝進出。決勝は勝ち点1位VSセミファイナル勝者で、勝ち点1位に与えられるアドバンテージ1勝を含め4勝したチームが優勝となる。

## 大会成績
| 年次           | 優勝           | 2位            | 3位                    | 4位                    | 5位            | 6位        |
| -------------- | -------------- | -------------- | ---------------------- | ---------------------- | -------------- | ---------- |
| 2023(SHOWCASE) | チーム千葉     | チーム大阪     | チーム神戸             | チーム埼玉             | チーム福岡     | チーム東京 |
| 2024           | チーム福岡     | イグナイト東京 | 愛媛オレンジサンダース | ゼクス大阪神戸         | ピーナッツ千葉 | チーム湘南 |
| 2025           | ピーナッツ千葉 | ゼクス大阪     | イグナイト東京         | 愛媛オレンジサンダース | プロト東京     |            |

## 放送・配信
2023年は、プロボウリング公式戦の配信を行っていたrankseekerのYouTubeチャンネルで生配信。2024年以降はio.LEAGUE公式YouTubeチャンネルで生配信された。
テレビではCS放送のスカイAで後日放送を行っているほか、2025年は生中継も実施した。

## 外部サイト
- io.League公式サイト